# Ростал
Ростал (њем. Roßtal) град је у њемачкој савезној држави Баварска. Једно је од 14 општинских средишта округа Фирт. Према процјени из 2010. у граду је живјело 9.870 становника. Посједује регионалну шифру (AGS) 9573125.

## Географски и демографски подаци
Ростал се налази у савезној држави Баварска у округу Фирт. Град се налази на надморској висини од 373 метра. Површина општине износи 44,4 km². У самом граду је, према процјени из 2010. године, живјело 9.870 становника. Просјечна густина становништва износи 222 становника/km².

## Међународна сарадња
| Мјесто | Држава    | Врста сарадње | Од    |
| ------ | --------- | ------------- | ----- |
| Озонс  | Француска | партнерство   | 1997. |
| Извор  |           |               |       |